# Madrigal del Monte
Madrigal del Monte es un municipio y villa española en el partido judicial de Lerma, comarca de Arlanza, provincia de Burgos, comunidad autónoma de Castilla y León.

## Geografía
Dista 26 km de la capital.
Tiene un área de 26,88 km² con una población de 173 habitantes (INE 2013) y una densidad de 6,44 hab/km².
Madrigal es la capital del municipio, que cuenta además con la pedanía de Tornadijo.

## Demografía
Madrigal del Monte cuenta con una población de 144 habitantes (INE 2024).
| Gráfica de evolución demográfica de Madrigal del Monte entre 1842 y 2021 |
| |
| Población de derecho según los censos de población del INE. Población de hecho según los censos de población del INE.Entre el censo de 1857 y el anterior, crece el término del municipio porque incorpora a Tornadijo. |

| 1991 |  | 1996 |  | 2001 |  | 2004 |
| ---- |  | ---- |  | ---- |  | ---- |
| 185  |  | 191  |  | 193  |  | 209  |